# موسى بن وردان
موسى بن وردان القرشي العامرى أبو عمر المصري القاص مولى عبد الله بن سعد بن أبي سرح، تابعي مصري مدني الأصل، وأحد رواة الحديث النبوي.

## روايته للحديث النبوي
- روى عن: أنس بن مالك، وجابر بن عبد الله بن عمرو بن حرام، وحفص بن عبيد الله بن أنس بن مالك، وسعد بن أبي وقاص ويقال: مرسل، وسعيد بن المسيب، وعبد الرحمن بن أبي بكر، وكعب بن عجرة، وكعب الأحبار يقال: مرسل، وأبي الدرداء كذلك، وأبي سعيد الخدري، وأبي هريرة، وأبي الهيثم.
- روى عنه: إِبْرَاهِيم بْن مُحَمَّد بْن أَبي عطاء، وإسحاق بن عَبد الله بْن أَبي فروة، والحسن بن ثوبان، وحيوة بن شريح، وخالد بْن يزيد المِصْرِي، وزهير بن مُحَمَّد العنبري، وابنه سَعِيد بن مُوسَى بن وردان، والسمط بن عَبد اللَّهِ، وضمام بن إِسماعيل، وعبد اللَّه بْن عُبَيدة الربذي، وعبد الله بن لهيعة، وأَبُو شريح عَبْد الرَّحْمَنِ بن شريح الإسكندراني، وعبد الرحمن بن أَبي هلال المِصْرِي، وعمارة بن غزية الأَنْصارِيّ المدني، وعياش بْن عَبَّاس القتباني، وعياش بْن عقبة الحضرمي، والليث بن سعد، ومحمد بْن أَبي حميد المدني.[1]
- الجرح والتعديل: سُئل أحمد بن حنبل: «لا أعلم إلا خيرًا»، وقال يحيى بن معين: «كَانَ يقص بمصر، وهُوَ صالح. ليس بالقوي»، وَقَال أبو بكر بن أبي خيثمة عَن يحيى بْن مَعِين: «موسى بن وردان قاص، كَانَ بمصر، ضعيف الحديث». وَقَال العجلي: «مصري، تابعي، ثقة»، وَقَال أبو حاتم الرازي: «ليس به بأس». وَقَال في موضع آخر: «ليس بالمتين، يكتب حديثه».

وَقَال أبو داود: «ثقة أصله مدني.»، وقال يعقوب بن سفيان: «كَانَ فاضلا، لا بأس بِهِ»، وقال الدارقطني: «لا بأس بِهِ»، وَقَال أبو بكر البزار: «صالح الحديث روى عَن أبي هُرَيْرة، وأبي سَعِيد ولا بأس به، وأما محمد بن أَبي حميد، روى عنه أحاديث منكرة». قال ابن حجر العسقلاني: «صدوق ربما أخطأ»، ذكره ابن حبان في المجروحين، روى له البخاري فِي الأدب المفرد، والنسائي فِي اليوم والليلة، والباقون سوى مسلم بن الحجاج.